# Sygnał mgłowy

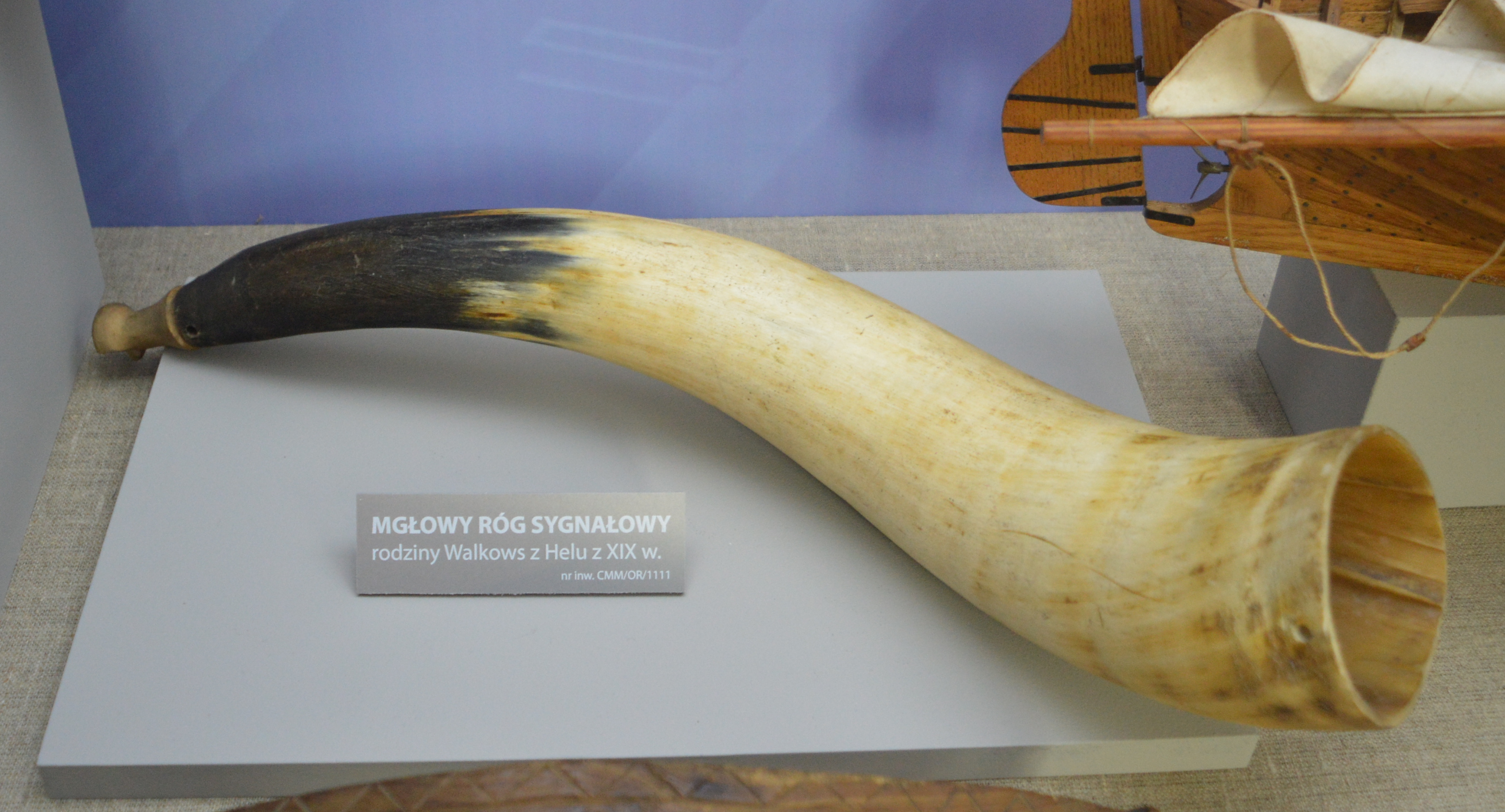
Róg do dawania sygnałów mgłowych, używany w XIX wieku przez rybaków z Helu

Sygnał mgłowy – sygnał dźwiękowy emitowany przez statek, platformę lub znak nawigacyjny w warunkach ograniczonej widzialności.
Ma na celu poinformowanie znajdujących się w pobliżu statków o obecności, położeniu i statusie nadającego sygnał.
Rodzaj i sposób nadawania sygnałów mgłowych określają Międzynarodowe Przepisy o Zapobieganiu Zderzeniom na Morzu. Sygnały mgłowe nadają statki nie widzące się nawzajem. Nie należy ich mylić z sygnałami dźwiękowymi oznajmiającymi o manewrach statku, które mogą być nadawane tylko przez statki widzące się wzajemnie.
Statki będące w drodze nadają sygnały gwizdkiem (tak według konwencji nazwano syreny, tyfony itp), statki na kotwicy lub na mieliźnie używają w tym celu dzwonu i, w zależności od wielkości, gongu.
| Jednostka | Sygnał | Częstotliwość nadawania      | Uwagi |
| --- | --- | ---------------------------- | --- |
| Statek o napędzie mechanicznym | 1 długi sygnał nadany gwizdkiem                                                                               | nie rzadziej niż co 2 minuty | |
| Statek w drodze, nie posuwający się po wodzie (z zatrzymanym napędem)                                                                               | 2 długie sygnały nadane gwizdkiem                                                                             | nie rzadziej niż co 2 minuty | |
| Statek nie odpowiadający za swoje ruchy Statek o ograniczonej zdolności manewrowej Statek holujący Statek zajęty połowem Statek o napędzie żaglowym | 1 długi i 2 krótkie sygnały nadane gwizdkiem                                                                  | nie rzadziej niż co 2 minuty | |
| Statek holowany (ostatni statek zespołu holowniczego, jeżeli jest obsadzony załogą)                                                                 | 1 długi i 3 krótkie sygnały nadane gwizdkiem                                                                  | nie rzadziej niż co 2 minuty | Jeśli możliwe sygnał powinien być nadawany bezpośrednio po sygnale nadanym przez statek holujący. |
| Statek stojący na kotwicy | gwałtowne bicie w dzwon przez 5 sekund                                                                        | nie rzadziej niż co 1 minutę | Jeżeli długość statku przekracza 100 metrów, bezpośrednio po sygnale dzwonem, umieszczonym na dziobie statku, powinien być nadany podobny sygnał za pomocą gongu w części rufowej. Dodatkowo statek może nadawać gwizdkiem literę R według alfabetu Morse’a (• — •) |
| Statek na mieliźnie | Kolejno: 3 pojedyncze uderzenia w dzwon gwałtowne bicie w dzwon przez 5 sekund 3 pojedyncze uderzenia w dzwon | nie rzadziej niż co 1 minutę | Jeżeli długość statku przekracza 100 metrów, bezpośrednio po sygnale dzwonem, umieszczonym na dziobie statku, powinien być nadany podobny sygnał za pomocą gongu w części rufowej. Dodatkowo statek może nadawać gwizdkiem literę R według alfabetu Morse’a (• — •) |

Platformy i podobne stałe konstrukcje nadają zwykle literę U (• • —) gwizdkiem (zwykle tyfonem). Znaki nawigacyjne nadają sygnały dźwiękowe gwizdkiem, dzwonem, nautofonem. Urządzenia dźwiękowe zainstalowane na bojach (dzwon, buczek), obecnie niemal zupełnie wyszły z użycia z uwagi na wyposażanie pław w reflektory radarowe i radarowe urządzenia odzewowe Racon. Pławy zwykle emitowały dźwięk bez określonej charakterystyki generowany dzięki kołysaniu się pławy na fali. Dane o sygnałach dźwiękowych znaków nawigacyjnych i platform można znaleźć w publikacjach nautycznych (Spis świateł i sygnałów nawigacyjnych).
Sygnały mgłowe były również nadawane przez urządzenia zlokalizowane przy latarniach morskich. Powszechne wyposażanie statków w radary nawigacyjne, rozwój GPS, spowodowały zmianę przepisów IALA i od 1991 sygnały mgłowe nie są nadawane przez stacje brzegowe. Do dziś zachowały się sprawne urządzenia do nadawania sygnałów mgłowych przy latarniach morskich m.in.: w Rozewiu, Stilo, działająca cały rok w Porcie Dziwnów, Jarosławcu (stalowa wieżyczka sygnału mgłowego z początków XX w.).